# Canton de Pont-Hébert
Le canton de Pont-Hébert est une circonscription électorale française du département de la Manche.

## Histoire
Un nouveau découpage territorial de la Manche (département) entre en vigueur à l'occasion des élections départementales de 2015. Il est défini par le décret du 25 février 2014, en application des lois du 17 mai 2013 (loi organique 2013-402 et loi 2013-403). Les conseillers départementaux sont, à compter de ces élections, élus au scrutin majoritaire binominal mixte. Les électeurs de chaque canton élisent au Conseil départemental, nouvelle appellation du Conseil général, deux membres de sexe différent, qui se présentent en binôme de candidats. Les conseillers départementaux sont élus pour 6 ans au scrutin binominal majoritaire à deux tours, l'accès au second tour nécessitant 12,5 % des inscrits au 1er tour. En outre la totalité des conseillers départementaux est renouvelée. Ce nouveau mode de scrutin nécessite un redécoupage des cantons dont le nombre est divisé par deux avec arrondi à l'unité impaire supérieure si ce nombre n'est pas entier impair, assorti de conditions de seuils minimaux. Dans la Manche, le nombre de cantons passe ainsi de 52 à 27.
Le canton de Pont-Hébert est créé par ce décret. Il est formé de communes des anciens cantons de Saint-Clair-sur-l'Elle (14 communes), de Saint-Jean-de-Daye (12 communes) et de Saint-Lô-Ouest (3 communes). Il est entièrement inclus dans l'arrondissement de Saint-Lô. Le bureau centralisateur est situé à Pont-Hébert.

## Représentation
| Période élective | Période élective | Mandat | Mandat | Identité                          | Nuance | Nuance | Qualité |
| ---------------- | ---------------- | ------ | ------ | --------------------------------- | ------ | ------ | --- |
| 2015             | 2028             | 2015   | 2028   | Jean-Claude Braud (réélu en 2021) |        | DVD    | Directeur de société retraité, ancien conseiller général du canton de Saint-Clair-sur-l'Elle, maire de Saint-Pierre-de-Semilly (depuis 2020) |
| 2015             | 2028             | 2015   | 2028   | Nicole Godard (réélue en 2021)    |        | DVD    | Comptable responsable de gestion, maire de Saint-Jean-de-Daye (depuis 2001), vice-présidente du conseil départemental depuis 2021            |

### Résultats détaillés

#### Élections de mars 2015
À l'issue du 1er tour des élections départementales de 2015, deux binômes sont en ballottage : Jean-Claude Braud et Nicole Godard (UDI, 43,42 %) et Richard Forget et Laure Laporte (FN, 26,66 %). Le taux de participation est de 50,58 % (6 224 votants sur 12 306 inscrits) contre 50,67 % au niveau départemental et 50,17 % au niveau national.
Au second tour, Jean-Claude Braud et Nicole Godard (UDI) sont élus avec 70,84 % des suffrages exprimés et un taux de participation de 51,62 % (4 219 voix pour 6 352 votants et 12 306 inscrits).

#### Élections de juin 2021
Le premier tour des élections départementales de 2021 est marqué par un très faible taux de participation (33,26 % au niveau national). Dans le canton de Pont-Hébert, ce taux de participation est de 34,14 % (4 129 votants sur 12 094 inscrits) contre 32,67 % au niveau départemental. À l'issue de ce premier tour, deux binômes sont en ballottage : Jean-Claude Braud et Nicole Godard (DVD, 77,24 %) et Gérard Laisné et Vanessa Lancelot (RN, 22,76 %).
Le second tour des élections est marqué une nouvelle fois par une abstention massive équivalente au premier tour. Les taux de participation sont de 34,36 % au niveau national, 32,63 % dans le département et 32,82 % dans le canton de Pont-Hébert. Jean-Claude Braud et Nicole Godard (DVD) sont élus avec 79,33 % des suffrages exprimés (2 947 voix pour 3 968 votants et 12 092 inscrits),,.

## Composition
Lors de sa création, le canton de Pont-Hébert comprenait vingt-neuf communes entières.
À la suite de la création de la commune de Saint-Jean-d'Elle par fusion de cinq communes (dont une du canton) au 1er janvier 2016, puis à la création de la commune de Remilly Les Marais par fusion de trois communes (dont une du canton) au 1er janvier 2017, le canton est désormais composé de vingt-sept communes entières et de deux fractions de commune :
En 2018, la commune nouvelle de Saint-Jean-d'Elle était toujours sur deux cantons, à savoir le canton de Condé-sur-Vire et celui de Pont-Hébert pour la commune déléguée de Notre-Dame-d'Elle ; pour coller au code général des collectivités, le conseil municipal a suivi la décision du préfet et a proposé de rattacher Saint-Jean-d'Elle au seul canton de Condé-sur-Vire.
Le conseil municipal de Remilly Les Marais, dont la fraction de Remilly-sur-Lozon et Le Mesnil-Vigot était sur le canton de Saint-Lô-1, s'est prononcé favorablement en décembre 2018pour modifier les limites cantonales en y rattachant le territoire de la commune déléguée des Champs-de-Losque.
À la suite du décret du 5 mars 2020, les communes nouvelles de Saint-Jean-d'Elle et Remilly Les Marais sont rattachées respectivement au canton de Condé-sur-Vire et de Saint-Lô-1. Le canton regroupe désormais 25 communes entières et une fraction.
| Nom                                 | Code Insee | Intercommunalité          | Superficie (km2) | Population (dernière pop. légale)             | Densité (hab./km2) | Modifier                                    |
| ----------------------------------- | ---------- | ------------------------- | ---------------- | --------------------------------------------- | ------------------ | ------------------------------------------- |
| Pont-Hébert (bureau centralisateur) | 50409      | CA Saint-Lô Agglo         | 29,84            | 1 902 (2022)                                  | 64                 | modifier les données · modifier les données |
| Airel                               | 50004      | CA Saint-Lô Agglo         | 10,17            | 527 (2022)                                    | 52                 | modifier les données · modifier les données |
| Amigny                              | 50006      | CA Saint-Lô Agglo         | 3,69             | 153 (2022)                                    | 41                 | modifier les données · modifier les données |
| Bérigny                             | 50046      | CA Saint-Lô Agglo         | 12,15            | 442 (2022)                                    | 36                 | modifier les données · modifier les données |
| Carentan-les-Marais                 | 50099      | CC de la Baie du Cotentin | 133,29           | Fraction : 607 (2022) Commune : 10 220 (2022) | 77                 | modifier les données · modifier les données |
| Cavigny                             | 50106      | CA Saint-Lô Agglo         | 6,78             | 268 (2022)                                    | 40                 | modifier les données · modifier les données |
| Cerisy-la-Forêt                     | 50110      | CA Saint-Lô Agglo         | 23,81            | 1 014 (2022)                                  | 43                 | modifier les données · modifier les données |
| Couvains                            | 50148      | CA Saint-Lô Agglo         | 15,03            | 577 (2022)                                    | 38                 | modifier les données · modifier les données |
| Le Dézert                           | 50161      | CA Saint-Lô Agglo         | 14,58            | 605 (2022)                                    | 41                 | modifier les données · modifier les données |
| Graignes-Mesnil-Angot               | 50216      | CA Saint-Lô Agglo         | 18,35            | 800 (2022)                                    | 44                 | modifier les données · modifier les données |
| La Meauffe                          | 50297      | CA Saint-Lô Agglo         | 10,22            | 998 (2022)                                    | 98                 | modifier les données · modifier les données |
| Le Mesnil-Rouxelin                  | 50321      | CA Saint-Lô Agglo         | 4,74             | 470 (2022)                                    | 99                 | modifier les données · modifier les données |
| Le Mesnil-Véneron                   | 50324      | CA Saint-Lô Agglo         | 2,86             | 108 (2022)                                    | 38                 | modifier les données · modifier les données |
| Moon-sur-Elle                       | 50356      | CA Saint-Lô Agglo         | 9,84             | 779 (2022)                                    | 79                 | modifier les données · modifier les données |
| Rampan                              | 50423      | CA Saint-Lô Agglo         | 4,09             | 227 (2022)                                    | 56                 | modifier les données · modifier les données |
| Saint-André-de-l'Épine              | 50446      | CA Saint-Lô Agglo         | 7,24             | 553 (2022)                                    | 76                 | modifier les données · modifier les données |
| Saint-Clair-sur-l'Elle              | 50455      | CA Saint-Lô Agglo         | 7,99             | 973 (2022)                                    | 122                | modifier les données · modifier les données |
| Saint-Fromond                       | 50468      | CA Saint-Lô Agglo         | 15,52            | 749 (2022)                                    | 48                 | modifier les données · modifier les données |
| Saint-Georges-d'Elle                | 50473      | CA Saint-Lô Agglo         | 8,96             | 378 (2022)                                    | 42                 | modifier les données · modifier les données |
| Saint-Georges-Montcocq              | 50475      | CA Saint-Lô Agglo         | 8,94             | 983 (2022)                                    | 110                | modifier les données · modifier les données |
| Saint-Germain-d'Elle                | 50476      | CA Saint-Lô Agglo         | 8,87             | 209 (2022)                                    | 24                 | modifier les données · modifier les données |
| Saint-Jean-de-Daye                  | 50488      | CA Saint-Lô Agglo         | 4,24             | 645 (2022)                                    | 152                | modifier les données · modifier les données |
| Saint-Jean-de-Savigny               | 50491      | CA Saint-Lô Agglo         | 7,58             | 422 (2022)                                    | 56                 | modifier les données · modifier les données |
| Saint-Pierre-de-Semilly             | 50538      | CA Saint-Lô Agglo         | 4,59             | 428 (2022)                                    | 93                 | modifier les données · modifier les données |
| Tribehou                            | 50606      | CC de la Baie du Cotentin | 9,97             | 511 (2022)                                    | 51                 | modifier les données · modifier les données |
| Villiers-Fossard                    | 50641      | CA Saint-Lô Agglo         | 8,52             | 644 (2022)                                    | 76                 | modifier les données · modifier les données |
| Canton de Pont-Hébert               | 5018       |                           |                  | 15 972 (2022)                                 |                    | modifier les données                        |

## Démographie
En 2022, le canton comptait 15 972 habitants, en évolution de −3,14 % par rapport à 2016 (Manche : −0,31 %, France hors Mayotte : +2,11 %).
| 2013   | 2018   | 2022   |
| ------ | ------ | ------ |
| 16 239 | 16 460 | 15 972 |